# Peter Sagan

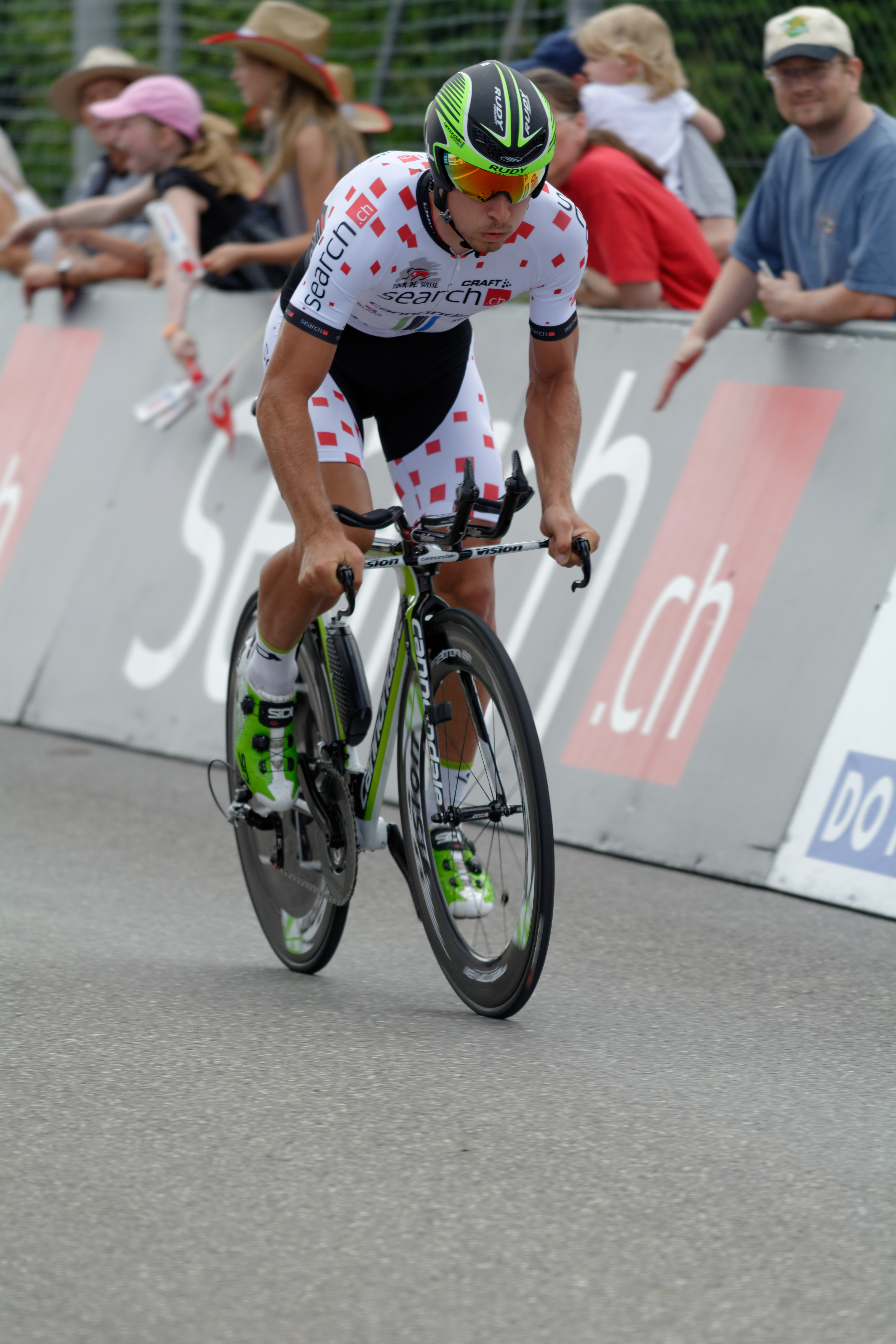
Sagan bei der Tour de Suisse 2014

Peter Sagan [ˈpeter ˈsagan] (* 26. Januar 1990 in Žilina, Tschechoslowakei) ist ein ehemaliger slowakischer Radrennfahrer. Er gewann die Straßenweltmeisterschaft 2015, 2016 und 2017 und ist damit der erste und bisher einzige Radrennfahrer, der diesen Titel dreimal in Folge gewinnen konnte. Ebenfalls einmalig in der Geschichte des Radsports ist der siebenfache Gewinn der Sprintwertung der Tour de France. Sagan siegte außerdem bei zwei „Monumenten des Radsports“ (Flandern-Rundfahrt 2016 und Paris–Roubaix 2018) und dreimal beim Klassiker Gent–Wevelgem.

## Sportlicher Werdegang
Als Juniorenfahrer war Peter Sagan sowohl im Cyclocross als auch im Mountainbike-Cross Country und auf der Straße erfolgreich. Zu seinen bedeutendsten Erfolgen im Cyclocross zählte der slowakische Meistertitel 2007, die Bronzemedaille bei der Europameisterschaft 2007 und Silber bei den Weltmeisterschaften 2008. Nach Bronze bei den Mountainbike-Europameisterschaften 2007 in Cappadocia wurde er 2008 Welt- und Europameister im Cross Country. Auf der Straße gewann er 2007 die slowakische Meisterschaft sowie jeweils eine Etappe bei der Internationalen 3-Etappen-Rundfahrt in Frankfurt und bei der Trofeo Karlsberg. 2008 gewann er die kroatischen Rundfahrt Kroz Istru. Im Männerbereich konzentrierte sich Sagan auf die Straße und startete in der Saison 2009 für das slowakische Radsportteam Dukla Trenčín Merida.
Zur Saison 2010 wechselte Sagan zum UCI ProTeam Liquigas. Bei seinem ersten ProTour-Etappenrennen, der Tour Down Under 2010, belegte er einen dritten und einen vierten Etappenplatz. Bei Paris–Nizza 2010 konnte er diese Anfangserfolge bestätigen und gewann neben der Punktewertung zwei Etappen und damit seine ersten beiden ProTour-Rennen.
Im weiteren Verlauf des Jahres 2010 und den Folgejahren gewann er – meist im Sprint – zahlreiche Eintagesrennen und Etappen. Zu seinen herausragenden Ergebnissen zählten 2011 der Gesamtsieg bei der Polen-Rundfahrt und seine drei Etappensiege bei der Vuelta a España. Im Jahr 2012 gewann er mit drei Etappen das Grüne Trikot der Tour de France. 2013 konnte er die Punktewertung der Tour de France 2013 erfolgreich verteidigen und holte einen Tagessieg. Mit Gent–Wevelgem gewann er im Jahr 2013 zum ersten Mal einen Klassiker. In derselben Saison belegte er bei den Monumenten des Radsports Mailand–Sanremo und Flandern-Rundfahrt jeweils den zweiten Platz.
In den Jahren 2014 und 2015 konnte er zunächst nicht ganz die Erwartungen insbesondere des Tinkoff-Saxo-Teams erfüllen, dem er sich 2015 anschloss. Er gewann zwar bei der Tour de France 2014 und 2015 das Grüne Trikot, siegte jedoch trotz zum Teil spektakulärer Angriffe in keiner Etappe.
Zum Saisonende 2015 wurde Sagan im amerikanischen Richmond nach einer Attacke am vorletzten Anstieg des Tages mit drei Sekunden Vorsprung auf eine kleine Gruppe Straßenweltmeister und erzielte dadurch seinen bis dahin größten Karriereerfolg.
Im März 2016 entschied Sagan zum zweiten Mal Gent–Wevelgem für sich; er war damit nach Rik Van Looy im Jahre 1962 der zweite Rennfahrer, der dieses Rennen im Regenbogentrikot des Weltmeisters gewann. Eine Woche später gewann er mit der 100. Auflage der Flandern-Rundfahrt nach einer Alleinfahrt von 13 Kilometern sein erstes Monument des Radsports; damit war er auch der erste Slowake, der dieses Rennen für sich entschied. Bei der Tour de France 2016 gewann er drei Etappen und zum fünften Mal in Folge das Grüne Trikot. Bei den folgenden Olympischen Spielen nahm er am Mountainbikerennen teil, bei dem er nach einem Defekt den 35. Rang belegte. Im Herbst gewann der das WorldTour-Rennen Grand Prix Cycliste de Québec, wurde Straßeneuropameister und in Doha zum zweiten Mal in Folge Straßenweltmeister. Aufgrund der Ergebnisse des Jahres 2016 konnte Sagan auch die Einzelwertung der UCI WorldTour 2016 gewinnen.
Zur Saison 2017 wechselte Sagan zur deutschen Mannschaft Bora-hansgrohe, die in diesem Jahr erstmals eine Lizenz als UCI WorldTeam erhalten hatte. Beim Klassiker Mailand–Sanremo wurde er im Spurt einer dreiköpfigen Ausreißergruppe nur von Michał Kwiatkowski geschlagen.
Er gewann die dritte Etappe Tour de France 2017 im Bergaufsprint des Vorderfelds. Nach der vierten Etappe wurde Sagan von einer Jury der UCI disqualifiziert, da er beim Zielsprint, den er als Zweiter beendete, seinen Kontrahenten aus dem Team Dimension Data, Mark Cavendish, in die Absperrung gedrängt haben soll, worauf dieser stürzte und sich das Schulterblatt brach. Dies wurde von der Jury als vorsätzliche Tätlichkeit Sagans ausgelegt. Die Entscheidung war umstritten, da es nicht eindeutig zu beurteilen war, ob der Kontakt Ursache für Cavendishs Sturz war; ein Protest seiner Mannschaft blieb erfolglos. Nach einer Anhörung bei den Union Cycliste Internationale (UCI) in Lausanne im Dezember 2017 wurde entschieden, dass das Urteil der Tour-Jury ein Fehlurteil war. Der Interims-Präsident der UCI, David Lappartient, kündigte an, dass die UCI, um solche Fehlurteile zu vermeiden, ab der nächsten Saison einen „Support Commissaire“ mit spezieller Expertise bei der Videoanalyse als Unterstützung der Jury bei den wichtigsten UCI-WorldTour-Rennen einsetzen werde. Sagan kommentierte diese Verlautbarung: Er richte seinen Blick in die Zukunft, es sei jedoch „schön“, zu sehen, dass es positive Entwicklungen gebe.
Im September 2017 gewann Sagan den Grand Prix Cycliste de Québec und feierte damit den 100. Sieg seiner Karriere. Bei den Weltmeisterschaften 2017 in Norwegen holte er sich in der Sprintentscheidung des 28-köpfigen Vorderfelds als erster Fahrer zum dritten Mal in Folge den Titel im Straßenrennen.

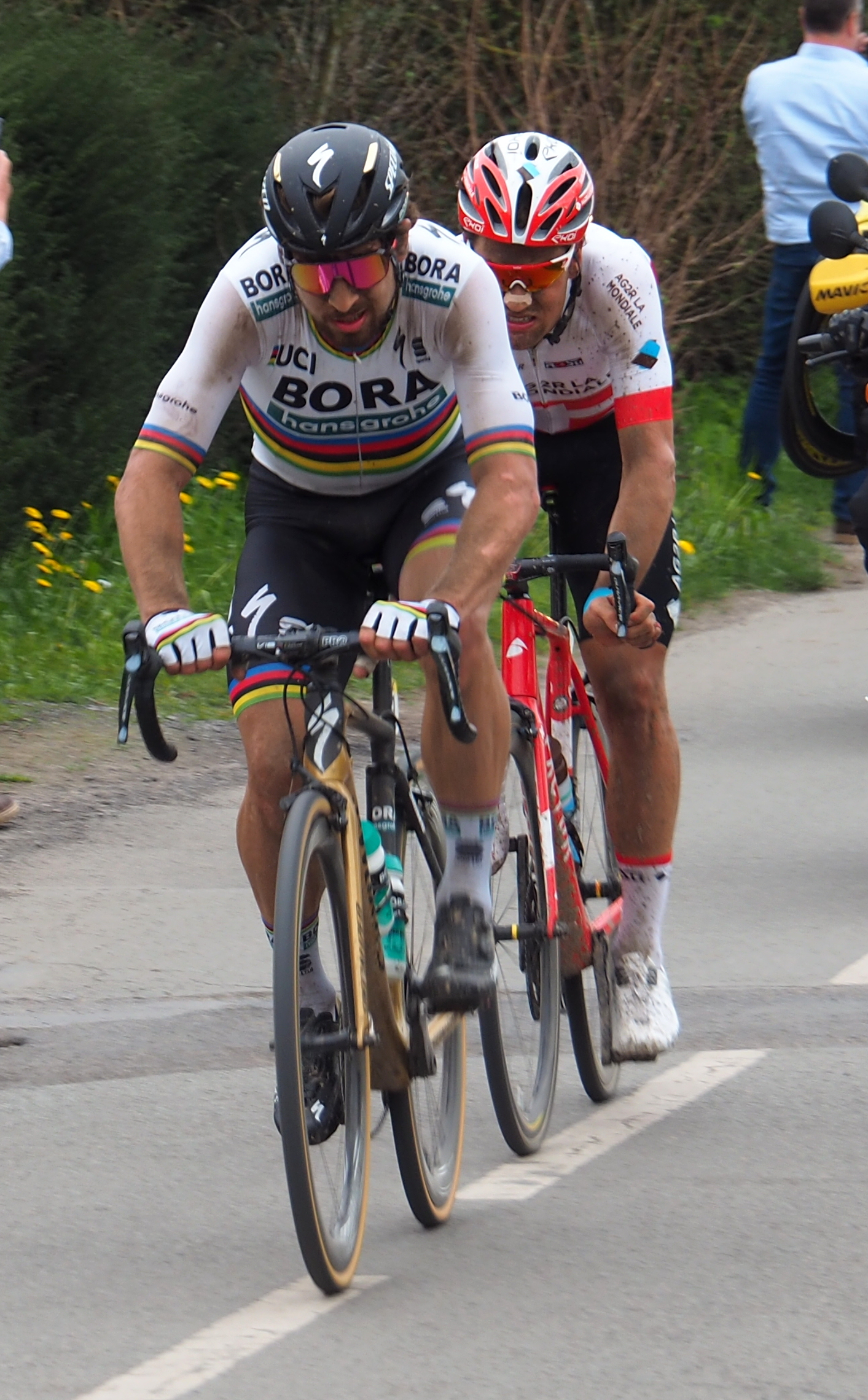
Sagan (li.) bei Paris–Roubaix 2018

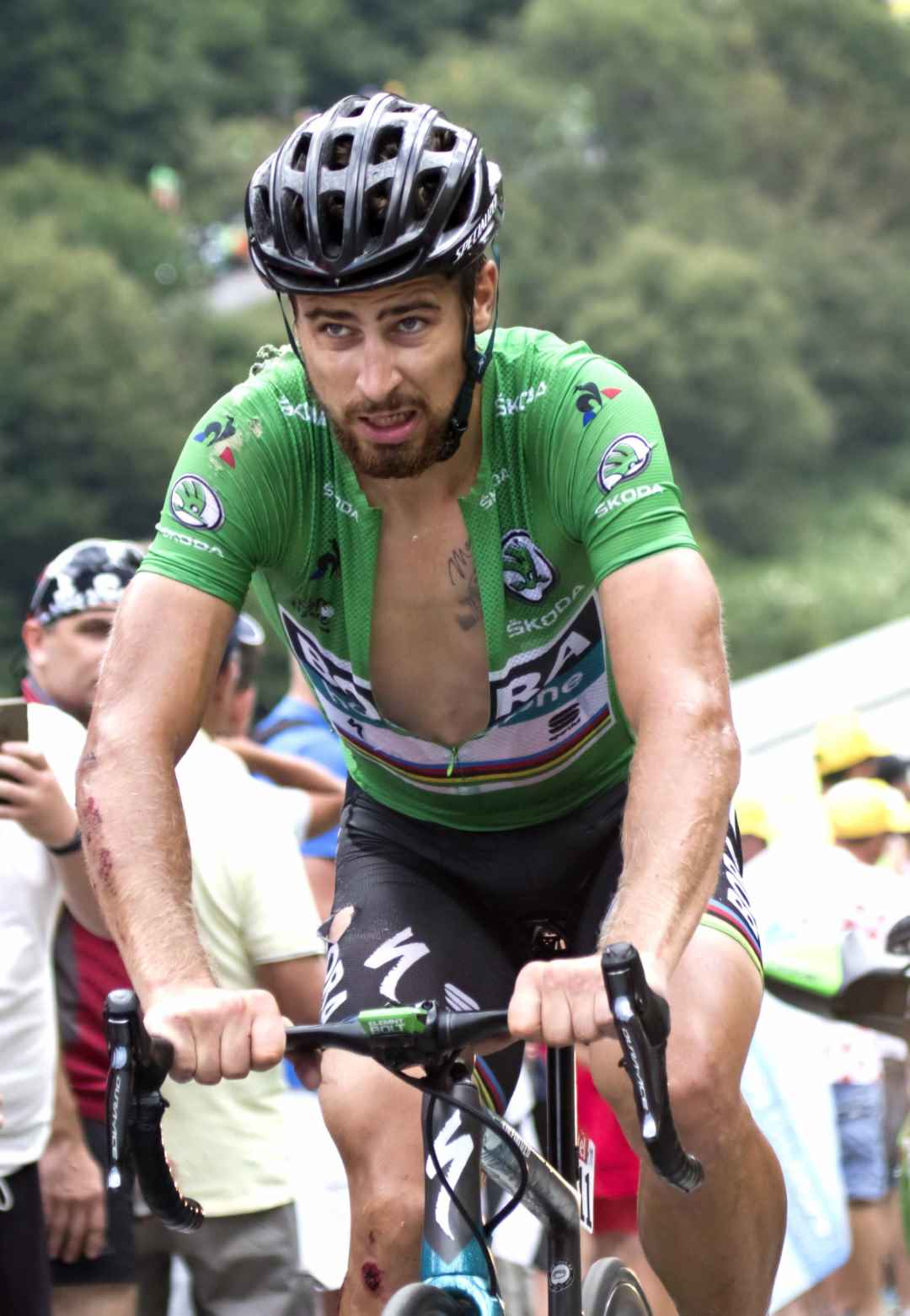
Sagan im Grünen Trikot bei der Tour de France 2018

Bei den Frühjahresklassikern 2018 wurde Sagan jeweils Sechster bei Mailand–Sanremo und der Flandern-Rundfahrt. Er gewann Gent–Wevelgem im Sprint des Vorderfelds und Paris-Roubaix, nachdem er 54 Kilometer vor dem Ziel alleine die Verfolgung einer Ausreißergruppe aufgenommen hatte, deren letzten Fahrer, Silvan Dillier, er im Vélodrome von Roubaix im Schlussspurt schlug. Im Juni 2018 gewann Sagan eine Etappe die Punktewertung der Tour de Suisse 2018. Ende Juni gewann er zum sechsten Mal den Titel des slowakischen Straßenmeisters. Bei der Tour de France 2018 gewann Sagan im Sprint die zweite Etappe und trug anschließend für einen Tag das Gelbe Trikot. Er gewann außerdem die fünfte und 13. Etappe im Sprint. Sagan beendete die Rundfahrt trotz eines schweren Sturzes auf der 17. Etappe mit seinem sechsten Erfolg in der Sprintwertung und egalisierte somit den Rekord von Erik Zabel.
In die Saison 2019 startete Sagan mit einem Etappensieg bei der Tour Down Under. Anschließend wurde er trotz der Folgen eines Magen-Darm-Infekts Vierter bei Mailand-Sanremo sowie Fünfter bei Paris-Roubaix. Nach Etappensiegen bei der Kalifornien-Rundfahrt und der Tour de Suisse gewann er bei der Tour de France 2019 die fünfte Etappe und stellte mit seinem siebten Erfolg in der Punktewertung einen neuen Rekord auf.
Bei der Tour de France 2020 gewann Sagan erstmals seit 2015 keine Etappe und erstmals seit 2017 nicht die Punktewertung. Nach 461 sieglosen Tagen gewann Sagan beim anschließenden Giro d’Italia 2020 die hügelige 10. Etappe als Solist.
2021 gewann Sagan je eine Etappe der Volta a Catalunya und der Tour de Romandie. Beim Giro d’Italia gewann er neben der 10. Etappe auch die Punktewertung. Die anschließende Tour de France gab er nach der 11. Etappe aufgrund einer Knieverletzung auf, die er sich auf der 3. Etappe zugezogen hatte. Wenige Tage später wurde der entzündete Schleimbeutel operativ entfernt.
Nach fünf Jahren bei Bora-hansgrohe wechselte Sagan zur Saison 2022 zum UCI ProTeam TotalEnergies, mit dem er einen Zweijahresvertrag abschloss. Ihm folgten Maciej Bodnar, Daniel Oss und sein Bruder Juraj Sagan.
In der Folgenzeit konnte Peter Sagan nicht an seine früheren Erfolge anschließen. Im Jahr 2022 gewann er eine Etappe der Tour de Suisse und wurde slowakischer Meister im Straßenrennen. Bei seinem ersten Rennen des Jahres 2023 gab er am 27. Januar bekannt, seine Straßenradsport-Karriere mit dem Ende der Saison zu beenden, um sich wieder vermehrt auf den Mountainbike-Sport zu konzentrieren.
Im Februar 2024 ließ sich Peter Sagen wegen Herzrhythmusstörungen, die am Wochenende zuvor bei einem Mountainbike-Rennen im spanischen Valencia aufgetreten waren, in einer Klinik in Ancona behandeln. Von einem operativen Eingriff wurde abgesehen; Sagan werde in einer Woche wieder auf dem Rad sitzen und sein Rennprogamm wie geplant absolvieren.
Er fuhr bis Juni 2024 Straßenrennen, wenn auch in niedrigeren Klassen, um sich auf eine Olympiateilnahme mit dem Mountainbike vorzubereiten. Nach Herzproblemen und zwei Eingriffen und ohne Aussicht auf die angestrebte Olympiateilnahme auf dem Mountainbike, die nur mit einer sogenannten „Wildcard“ möglich gewesen wäre, beendete er seine Karriere Ende Juni 2024.

## Ehrungen
- Am 4. Oktober 2014 wurde ein Asteroid nach einem Spitznamen von Sagan „Tourminator“ benannt.[25]
- Am 21. April 2016 gab die slowakische Post eine Sonderbriefmarke mit dem Konterfei von Peter Sagan heraus.[26]
- Ebenfalls 2016 wurde Sagan mit dem Vélo d’Or ausgezeichnet.[27]
- Im Januar 2018 wurde Sagan in Rom mit seiner Familie von Papst Franziskus empfangen. Bei dieser Gelegenheit übergab er dem Papst ein Regenbogentrikot sowie ein Fahrrad, beide mit dem Schriftzug Franziskus versehen.[28]

## Diverses
Peter Sagan ist der jüngere Bruder von Juraj, der ebenfalls als Radrennfahrer aktiv war (bis 2022).
Er heiratete seine Lebensgefährtin Katarína Smolková am 11. November 2015 in Žilina. Am 25. Oktober 2017 kam ihr gemeinsamer Sohn auf die Welt. Im Juli 2018 trennte sich das Paar.
Im November 2021 wurde Sagan in Monaco zu einer Geldstrafe von 5000 Euro verurteilt, weil er im April 2021 gemeinsam mit seinem Bruder Juraj gegen die damals geltende Ausgangssperre verstoßen hatte. Als Polizeibeamte ihn aufforderten, sein Auto zu verlassen, wehrte sich der angetrunkene Sportler und verletzte einen der Beamten an der Hand. Er begründete sein Verhalten mit seiner Furcht, gegen seinen Willen gegen COVID-19 geimpft zu werden.
2025 nahm Peter Sagan an der slowakischen Ausgabe von Let’s Dance teil. Mit seiner Partnerin, der Tänzerin Eliška Lenčešová, belegte er Platz sieben.

## Erfolge
| 2007 - Slowakischer Meister – Querfeldein (Junioren) - Europameisterschaft – Querfeldein (Junioren) - Slowakischer Meister – Straßenrennen (Junioren) - Weltmeisterschaft – Mountainbike-Cross-Country (Junioren) 2008 - Weltmeisterschaft – Querfeldein (Junioren) - Europameisterschaft – Mountainbike-Cross-Country (Junioren) - Weltmeisterschaft – Mountainbike-Cross-Country (Junioren) 2009 - Grand Prix Kooperativa - zwei Etappen Dookoła Mazowsza 2010 - zwei Etappen und Punktewertung Paris–Nizza - eine Etappe Tour de Romandie - zwei Etappen, Punktewertung und Nachwuchswertung Kalifornien-Rundfahrt 2011 - Gesamtwertung, drei Etappen und Punktewertung Giro di Sardegna - eine Etappe und Punktewertung Kalifornien-Rundfahrt - zwei Etappen und Punktewertung Tour de Suisse - Slowakischer Meister – Straßenrennen - Gesamtwertung, zwei Etappen und Punktewertung Polen-Rundfahrt - drei Etappen Vuelta a España - Gran Premio Industria & Commercio di Prato 2012 - eine Etappe und Punktewertung Tour of Oman - eine Etappe Tirreno–Adriatico - eine Etappe Driedaagse van De Panne-Koksijde - fünf Etappen und Punktewertung Kalifornien-Rundfahrt - vier Etappen und Punktewertung Tour de Suisse - Slowakischer Meister – Straßenrennen - drei Etappen und Punktewertung Tour de France 2013 - zwei Etappen Tour of Oman - Gran Premio Città di Camaiore - zwei Etappen Tirreno–Adriatico - Gent–Wevelgem - eine Etappe Driedaagse van De Panne-Koksijde - Brabantse Pijl - zwei Etappen und Punktewertung Kalifornien-Rundfahrt - zwei Etappen und Punktewertung Tour de Suisse - Slowakischer Meister – Straßenrennen - eine Etappe und Punktewertung Tour de France - vier Etappen und Punktewertung USA Pro Cycling Challenge - Prolog, zwei Etappen und Punktewertung Tour of Alberta - Grand Prix Cycliste de Montréal 2014 - eine Etappe Tour of Oman - eine Etappe und Punktewertung Tirreno–Adriatico - E3 Harelbeke - eine Etappe Driedaagse van De Panne-Koksijde - eine Etappe und Punktewertung Kalifornien-Rundfahrt - eine Etappe und Punktewertung Tour de Suisse - Slowakischer Meister – Straßenrennen - Punktewertung Tour de France | 2015 - eine Etappe Tirreno–Adriatico - Gesamtwertung und zwei Etappen Kalifornien-Rundfahrt - zwei Etappen und Punktewertung Tour de Suisse - Slowakischer Meister – Straßenrennen - Slowakischer Meister – Einzelzeitfahren - Punktewertung Tour de France - eine Etappe Vuelta a España - Weltmeister – Straßenrennen 2016 - Punktewertung Tirreno–Adriatico - Gent–Wevelgem - Flandern-Rundfahrt - zwei Etappen und Punktewertung Kalifornien-Rundfahrt - zwei Etappen Tour de Suisse - Slowakische Meisterschaft – Straßenrennen - drei Etappen, Punktewertung und Rote Rückennummer Tour de France - Grand Prix Cycliste de Québec - Europameister – Straßenrennen - zwei Etappen und Punktewertung Eneco Tour - Einzelwertung UCI WorldTour - Weltmeister – Straßenrennen 2017 - Kuurne–Brüssel–Kuurne - zwei Etappen und Punktewertung Tirreno–Adriatico - eine Etappe und Punktewertung Kalifornien-Rundfahrt - zwei Etappen und Punktewertung Tour de Suisse - eine Etappe Tour de France - eine Etappe und Punktewertung Polen-Rundfahrt - zwei Etappen und Punktewertung BinckBank Tour - Grand Prix Cycliste de Québec - Weltmeister – Straßenrennen 2018 - eine Etappe und Punktewertung Tour Down Under - Gent–Wevelgem - Paris–Roubaix - eine Etappe und Punktewertung Tour de Suisse - Slowakischer Meister – Straßenrennen - drei Etappen und Punktewertung Tour de France 2019 - eine Etappe Tour Down Under - eine Etappe Kalifornien-Rundfahrt - eine Etappe und Punktewertung Tour de Suisse - eine Etappe und Punktewertung Tour de France 2020 - eine Etappe Giro d’Italia 2021 - eine Etappe Volta a Catalunya - eine Etappe Tour de Romandie - eine Etappe und Punktewertung Giro d’Italia - Slowakischer Meister – Straßenrennen - Gesamtwertung und Punktewertung Slowakei-Rundfahrt 2022 - eine Etappe Tour de Suisse - Slowakischer Meister – Straßenrennen |

## Wichtige Platzierungen
| Weltmeisterschaft        | 2010 | 2011 | 2012 | 2013 | 2014 | 2015 | 2016 | 2017 | 2018 | 2019 | 2020 | 2021 | 2022 | 2023 |
| ------------------------ | ---- | ---- | ---- | ---- | ---- | ---- | ---- | ---- | ---- | ---- | ---- | ---- | ---- | ---- |
| StraßenrennenStraße      | DNF  | 12   | 14   | 6    | 43   | 1    | 1    | 1    | DNF  | 5    | –    | 26   | 7    | DNF  |
| EinzelzeitfahrenEZF      | –    | –    | –    | –    | –    | –    | –    | –    | –    | –    | –    | –    | –    | –    |
| MannschaftszeitfahrenMZF | –    | –    | 4    | 7    | 9    | 27   | –    | –    | –    | –    | –    | –    | –    | –    |

| Grand Tour            | 2010 | 2011 | 2012 | 2013 | 2014 | 2015 | 2016 | 2017 | 2018 | 2019 | 2020 | 2021 | 2022 | 2023 |
| --------------------- | ---- | ---- | ---- | ---- | ---- | ---- | ---- | ---- | ---- | ---- | ---- | ---- | ---- | ---- |
| Giro d’ItaliaGiro     | –    | –    | –    | –    | –    | –    | –    | –    | –    | –    | 92   | 117  | –    | –    |
| Tour de FranceTour    | –    | –    | 42   | 82   | 60   | 46   | 95   | DSQ  | 71   | 82   | 84   | DNF  | 115  | 127  |
| Vuelta a EspañaVuelta | –    | 121  | –    | –    | DNF  | DNF  | –    | –    | 119  | –    | –    | –    | –    | –    |

| Monument                 | 2010 | 2011 | 2012 | 2013 | 2014 | 2015 | 2016 | 2017 | 2018 | 2019 | 2020 | 2021 | 2022 | 2023 |
| ------------------------ | ---- | ---- | ---- | ---- | ---- | ---- | ---- | ---- | ---- | ---- | ---- | ---- | ---- | ---- |
| Mailand–Sanremo          | DNF  | 17   | 4    | 2    | 10   | 4    | 12   | 2    | 6    | 4    | 4    | 4    | 92   | 44   |
| Flandern-Rundfahrt       | –    | DNF  | 5    | 2    | 16   | 4    | 1    | 27   | 6    | 11   | –    | 15   | –    | DNF  |
| Paris–Roubaix            | –    | 86   | –    | –    | 6    | 23   | 11   | 38   | 1    | 5    | –    | 57   | –    | DNF  |
| Lüttich–Bastogne–Lüttich | –    | –    | –    | –    | –    | –    | –    | –    | –    | –    | –    | –    | –    | –    |
| Lombardei-Rundfahrt      | DNF  | –    | –    | DNF  | –    | –    | –    | –    | –    | –    | –    | –    | –    | –    |